# Handwerkskammer für Ostthüringen
Die Handwerkskammer für Ostthüringen ist eine von 53 Handwerkskammern in Deutschland und vereinigt als Körperschaft des öffentlichen Rechts ca. 9600 Handwerksbetriebe des Kammerbezirkes Ostthüringen. Zur Handwerkskammer gehören alle selbstständigen Handwerker und Inhaber handwerksähnlicher Betriebe des Handwerkskammerbezirkes sowie Gesellen, andere Arbeitnehmer mit einer abgeschlossenen Berufsausbildung im handwerklichen Bereich und Lehrlinge dieser Gewerbetreibenden.
Die Handwerkskammer für Ostthüringen unterhält drei Bildungsstätten in Gera-Aga, Zeulenroda-Triebes und Rudolstadt.

## Geschichte
Gegründet wurde die Handwerkskammer für Ostthüringen am 18. Oktober 1900 als Gemeinsame Handwerkskammer zu Gera. Sie wurde fortan zur Interessenvertretung des gesamten Handwerks in der Region Ostthüringen. Im Jahr 1923 wurden die fünf Thüringer Handwerkskammern in Gera, Weimar, Meiningen, Arnstadt und Gotha aufgelöst und an deren Stelle drei neue Regionalkammern in Gera, Meiningen und Weimar errichtet. Der neue Kammerbezirk der Geraer Einrichtung umfasst seitdem die Landkreise Altenburg, Gera, Greiz, Schleiz, Saalfeld sowie die Stadtkreise Altenburg, Gera und Greiz.
Im Jahr 1926 wurde das neue Verwaltungsgebäude der Handwerkskammer Gera, in der Gartenstraße, der heutigen Handwerkstraße, eingeweiht. Im Zweiten Weltkrieg wurde dieses Gebäude so stark beschädigt, dass es wiederaufgebaut werden musste. Im Jahr 1953 musste das Kammergebäude auf Veranlassung der SED geräumt werden und die Kammer in das Haus des Handwerks am Puschkinplatz umziehen. Zunächst wurde das Gebäude der sowjetisch-deutschen Gesellschaft Wismut zur Verfügung gestellt bis nach deren Auszug die SED-Kreisleitung das Gebäude in Besitz nahm. Im Jahr 1990 erfolgte der Wiedereinzug in das Verwaltungsgebäude in der Handwerkstraße in Gera. In den 1990er Jahren erfolgte schließlich die Gründung der Bildungsstätten in Zeulenroda (1991), Rudolstadt (1995) und in Gera-Aga (1997).

## Aufgaben

### Interessensvertretung
Die Handwerkskammer für Ostthüringen betreut alle Handwerksbetriebe sowie Betriebe des handwerksähnlichen Gewerbes in der Region Ostthüringen. Als Körperschaft des öffentlichen Rechts und gesetzliche Berufsstandsvertretung nimmt die Handwerkskammer für Ostthüringen die Interessen von Handwerks- und handwerksähnlichen Unternehmen sowie der in diesen Betrieben arbeitenden Meister, Gesellen und Angestellten, Lehrlingen und mithelfenden Familienangehörigen wahr.
Sie erfolgt z. B. durch
- Mitarbeit in regionalen sowie landes- und bundesweiten Gremien
- Initiierung und Mitwirkung bei Gesetzgebungsverfahren
- Vorschläge zur Stadt- und Landesentwicklung, Regionalplanung und Umweltpolitik
- Wirtschaftsbeobachtung und -berichterstattung
- Presse- und Öffentlichkeitsarbeit

### Führung der Handwerksrolle
Erteilung von Auskunft über
- erforderliche Voraussetzungen zur Eintragung in die Handwerksrolle
- benötigte Unterlagen zur Entscheidung bei Ausnahmebewilligungen

### Führung der Lehrlingsrolle
Erteilung von Auskunft über die
- Anmeldung zur Eintragung
- Bescheinigung zu Ausbildungsverhältnissen
- Nachweiserstellung

### Meisterprüfung
- Anmeldung zur Meisterprüfung
- Anleitung und Geschäftsführung der Prüfungsausschüsse
- Sicherstellen der Meisterprüfungen
- Erstellen und Ausgabe von Meisterbriefen
- Schulung und Anleitung der Prüfungsausschüsse

### Fortbildung
- Informationen zu Fortbildungsmaßnahmen
- Auskünfte zu Bildungsmaßnahmen und deren Förderung
- Organisation von Fortbildungsprüfungen und Sachkundefeststellung
- Gutachten über Eignung von nichthandwerklichen AusbildungsstättenSachverständigenwesen

- Öffentliche Bestellung und Vereidigung von Sachverständigen zur Erstattung von
- Gutachten über Güte der von Handwerkern und von handwerksähnlichen Gewerben gelieferten Waren oder Leistungen
- Angemessenheit der Preise nach pflichtgemäßem Ermessen
- Führung des Sachverständigenverzeichnisses für öffentlich bestellte und vereidigte Sachverständige
- Benennung von öbuv. Sachverständigen für Handwerker, Privatpersonen, Bauherren, Gerichte, Behörden u. a.[3]

## Organe und Ehrenamt
Das zentrale Gremium der Handwerkskammer für Ostthüringen ist der Vorstand. Dieser wird aus den Reihen der Vollversammlung für fünf Jahre gewählt und besteht aus dem Präsidenten, den beiden Vizepräsidenten (Arbeitgeber- und Arbeitnehmervertreter) sowie drei weiteren Mitgliedern. Die Geschäftsführung der Handwerkskammer für Ostthüringen ist verantwortlich, die Geschäfte ordentlich und sachgemäß umzusetzen. Die Leitung der Geschäfte der Handwerkskammer für Ostthüringen obliegt dem Hauptgeschäftsführer bzw. dem Stellvertreter.
Die Vollversammlung ist das höchste beschlussfassende Organ. Diese wird jährlich mindestens einmal einberufen, aus besonderen Gründen sind jedoch auch zusätzliche Sondersitzungen möglich. In der laufenden Wahlperiode zählt die Vollversammlung insgesamt 36 Personen. Diese haben jeweils einen Stellvertreter. 24 der Vollversammlungsmitglieder sind selbständige Handwerker oder Inhaber von handwerksähnlichen Betrieben. 12 der Vollversammlungsmitglieder sind Arbeitnehmervertreter.